# Saison 1902-1903 des Sénateurs d'Ottawa
Autres saisons
Saison précédente Saison suivante
La saison 1902-1903 de hockey sur glace est la dix-huitième à laquelle participent le Club de hockey d'Ottawa. À l'issue de la saison régulière, deux équipes sont à égalité en tête : Ottawa et les Victorias de Montréal. Pour déterminer le champion, une série de deux matchs est alors jouée dont Ottawa sort vainqueur après un match nul 1-1 puis une victoire 8-0, trois buts étant marqués par Frank McGee.

## Résultats

### Saison régulière
| No | Date       | Visiteur  | Score | Domicile  | Fiche |
| -- | ---------- | --------- | ----- | --------- | ----- |
| 1  | 3 janvier  | Victorias | 4-3   | Ottawa    | 0-1-0 |
| 2  | 10 janvier | Ottawa    | 6-1   | Shamrocks | 1-1-0 |
| 3  | 17 janvier | AAA       | 1-7   | Ottawa    | 2-1-0 |
| 4  | 24 janvier | Ottawa    | 6-8   | Québec    | 2-2-0 |
| 5  | 4 février  | Shamrocks | 2-5   | Ottawa    | 3-2-0 |
| 6  | 7 février  | Ottawa    | 7-6   | Victorias | 4-2-0 |
| 7  | 14 février | Québec    | 3-10  | Ottawa    | 5-2-0 |
| 8  | 21 février | Ottawa    | 3-1   | AAA       | 6-2-0 |

### Classement
| Clt   | Équipe                  | PJ | V | D | BP | BC | Pts |
| ----- | ----------------------- | -- | - | - | -- | -- | --- |
| +001, | Club de hockey d'Ottawa | 8  | 6 | 2 | 47 | 26 | -   |
| +001, | Victorias de Montréal   | 8  | 6 | 2 | 48 | 33 | -   |
| +003, | AAA de Montréal         | 7  | 4 | 3 | 34 | 19 | -   |
| +004, | Hockey Club de Québec   | 7  | 3 | 4 | 30 | 46 | -   |
| +005, | Shamrocks de Montréal   | 8  | 0 | 8 | 21 | 56 | -   |

### Playoffs
| 7 mars 1903 | Victorias de Montréal | 1-1 (0-1, 1-0) | Ottawa | Aréna de Montréal |

| Feuille de match | Feuille de match         | Feuille de match | Feuille de match        | Feuille de match         |
| ---------------- | ------------------------ | ---------------- | ----------------------- | ------------------------ |
|                  | - Bert Strachan — 47 min | 0-1 1-1          | Dave Gilmour — 28 min - | Arbitrage : Harry Trihey |
| Archie Lockerby  | Gardiens                 | John Hutton      |                         | Arbitrage : Harry Trihey |
|                  |                          |                  |                         | Arbitrage : Harry Trihey |
|                  |                          |                  |                         | Arbitrage : Harry Trihey |

| 10 mars 1903 | Ottawa | 8-0 | Victorias de Montréal | Dey's Arena |

| Feuille de match | Feuille de match | Feuille de match                | Feuille de match | Feuille de match        |
| ---------------- | ---------------- | ------------------------------- | ---------------- | ----------------------- |
|                  |                  | 1-0 2-0 3-0 4-0 5-0 6-0 7-0 8-0 | -                | Arbitrage : Percy Quinn |
| John Hutton      | Gardiens         | Archie Lockerby                 |                  | Arbitrage : Percy Quinn |
|                  |                  |                                 |                  | Arbitrage : Percy Quinn |
|                  |                  |                                 |                  | Arbitrage : Percy Quinn |

## Meilleurs marqueurs
| Joueur        | PJ | B  |
| ------------- | -- | -- |
| Frank McGee   | 6  | 14 |
| Billy Gilmour | 7  | 10 |
| Dave Gilmour  | 4  | 7  |
| Suddy Gilmour | 7  | 7  |

## Effectif d'Ottawa
- Gardien de but : John Hutton,
- Défenseurs : Harvey Pulford, Arthur Fraser, Arthur Moore et Frank Wood,
- Attaquants : Billy Gilmour, Suddy Gilmour, Harry Westwick, Percy Sims, Charles Spittal, Jack Smith, Frank McGee et  Dave Gilmour